# سيد الشهداء (حي)
حي سيد الشهداء، هو أحد الأحياء العريقة والقديمة والتاريخية الشهيرة في المدينة المنورة.

## الموقع
يقع الحي بسفح جبل أحد الواقع شمال المدينة المنورة ويبعد عن المسجد النبوي الشريف مسافة أربعة كيلومترات تقريباً في الاتجاه الشمالي.

## مكانته
يعتبر موقع حي سيد الشهداء من المواقع التاريخية، وله مكانة عظيمة في نفوس المسلمين حيث يشرف عليه جبل أحـد وفيه كانت معركة أحد المشهورة ويضم ثراه أكثر من سبعين شهيداً؛ من شهداء تلك المعركة وصحابه رسول الله فمنهم حمزة بن عبد المطلب عم رسول الله (سيد الشهداء) ومصعب بن عمير أول داعيه بعثه النبي. وحنظله بن  أبي عامر (غسيل الملائكة) وفيهم عبد الله بن جحش وشماس بن عثمان وعقيل أبن أبي أميه رضى الله عنهم أجمعين.

## الحدود
ويمتد حي سيد الشهداء بمحاذاة جبل أحد بطول 8 كيلومترات تقريباً من الشرق إلى الغرب ويخترقه وادي قناة ويتوسطه جبل الرماة ويحده من الشرق طريق المطار ومن الجنوب الخط الدائري الثاني ومن الغرب طريق العيون.

## عدد سكانه
يقدر سكان حي سيد الشهداء حسب إحصائية مركز الرعاية الصحية بالحي بحوالي (15000) نسمة وكانت الاحصائية قبل ممكن أكثر من 10 سنوات أي يعني هذا العدد غير دقيق ابدا.

## تطور الحي
كان حي سيد الشهداء حياً شعبياً قديماً بمسجد صغير ومبانٍ عفا عليها الزمن، وذات طرازٍ قديم جداً. ولكن إبان إنشاء هيئة تطوير المدينة، إذ شرعت الهيئة على تطوير الحي بتوحيد طراز المباني على الطراز المديني القديم وتهيئة ساحة الشهداء وتوسعة الجامع، بالأضافة إلى عدة مشاريع أخرى

## المرافق الموجودة بالحي

### جامع سيد الشهداء

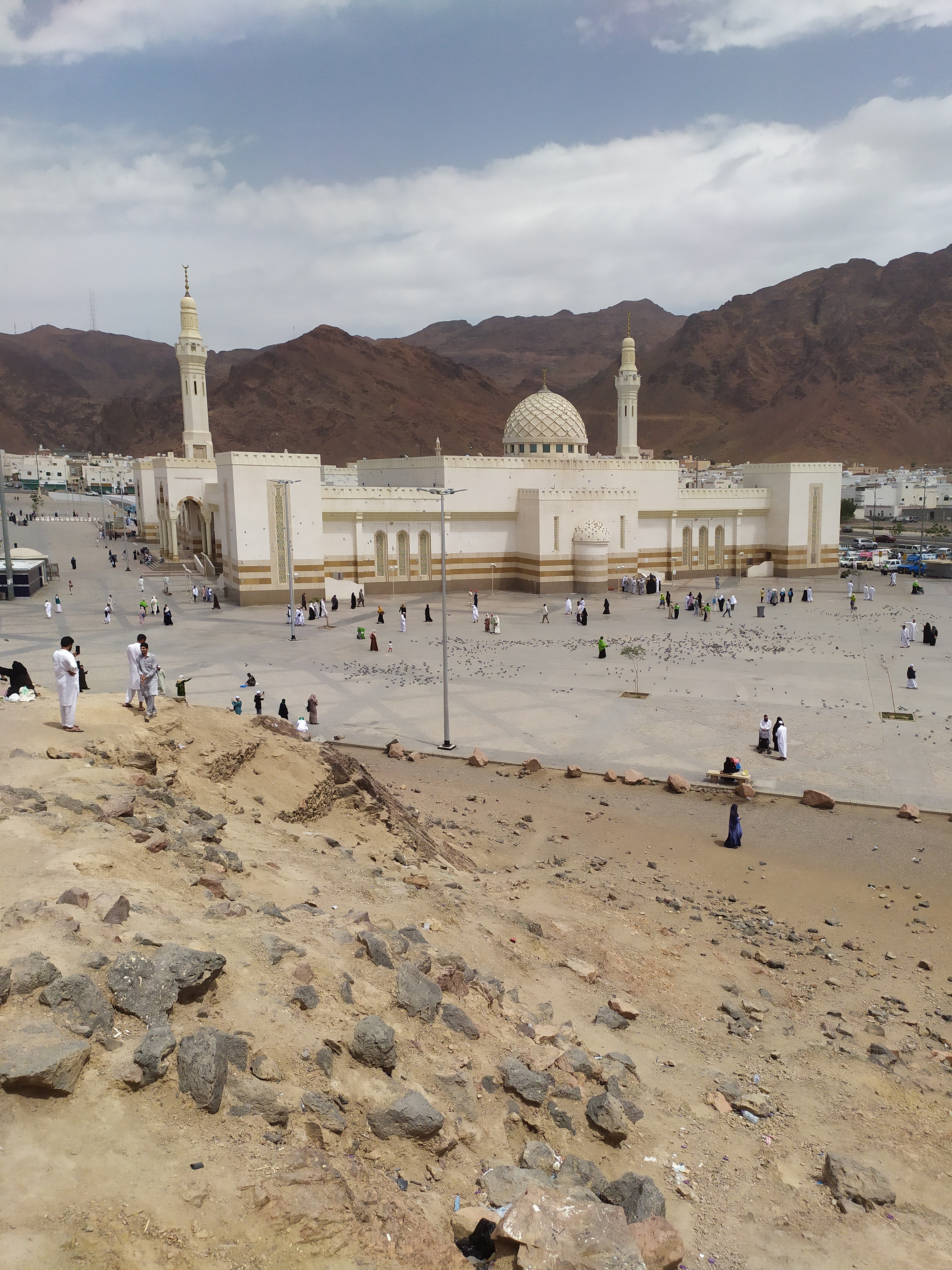
جامع سيد الشهداء في أحد

يوجد في الحي جامع سيد الشهداء وهو جامع كبير بُني على الطريقة الحديثة والذي يتسع لـ 15 ألف مصلي مع توفير مرافق لخدمة زوار المسجد. وقد كان سابقاً مجرد مسجد صغير لا يتسع إلا لأعداد محدودة من المصلين ولكن تم ترميمه وتوسعته وإضافة مرافق أخرى مؤخراً.

### ساحة سيد الشهداء
كما يُعرف الحي بوجود ساحة كبيرة يتوسطها المسجد، إذ تشكل مزاراً لزوار وسكان المدينة المنورة وتطل على بقية مرافق الحي، كما تتواجد محطة توقف للباص السياحي الذي يمر جميع المرافق السياحية والتاريخية بالمدينة ومن ضمنها حي سيد الشهداء 

### جامع الفسح
وهو مسجد قديم بجوار جبل أحد ثبت أن النبي عليه الصلاة والسلام قد صلى به

### المدارس التعليمية
- مدرسه حمزة بن عبد المطلب الابتدائية للبنين.
- مدرسه ضرار بن الأزور المتوسطة للبنين.
- مدرسه عبد الله بن عباس المتوسطة للبنين
- مدرسه عبد الله بن جبير الابتدائية للبنين.
- مدرسه دار الايمان الثانوية للبنين.
- مدرسه عمرو بن أميه الابتدائية للبنين.

ويوجد العديد من مدارس البنات في الحي 2 ابتدائي و2 متوسط و2 ثانوي.